# Municipio de Coolbaugh
El municipio de Coolbaugh  (en inglés: Coolbaugh Township) es un municipio ubicado en el condado de Monroe en el estado estadounidense de Pensilvania. En el año 2000 tenía una población de 15.205 habitantes y una densidad poblacional de 68,5 personas por km².

## Geografía
El municipio de Coolbaugh se encuentra ubicado en las coordenadas 41°12′00″N 75°31′59″O / 41.20000, -75.53306.

## Demografía
Según la Oficina del Censo en 2000 los ingresos medios por hogar en la localidad eran de $46,684 y los ingresos medios por familia eran $50,499. Los hombres tenían unos ingresos medios de $40,155 frente a los $22,592 para las mujeres. La renta per cápita para la localidad era de $17,094. Alrededor del 11,8% de la población estaban por debajo del umbral de pobreza.